# Carlisle (nome)
Carlisle  è un nome proprio di persona inglese maschile.

## Varianti
- Maschili: Carlyle[2][3], Carlile[2]

## Origine e diffusione

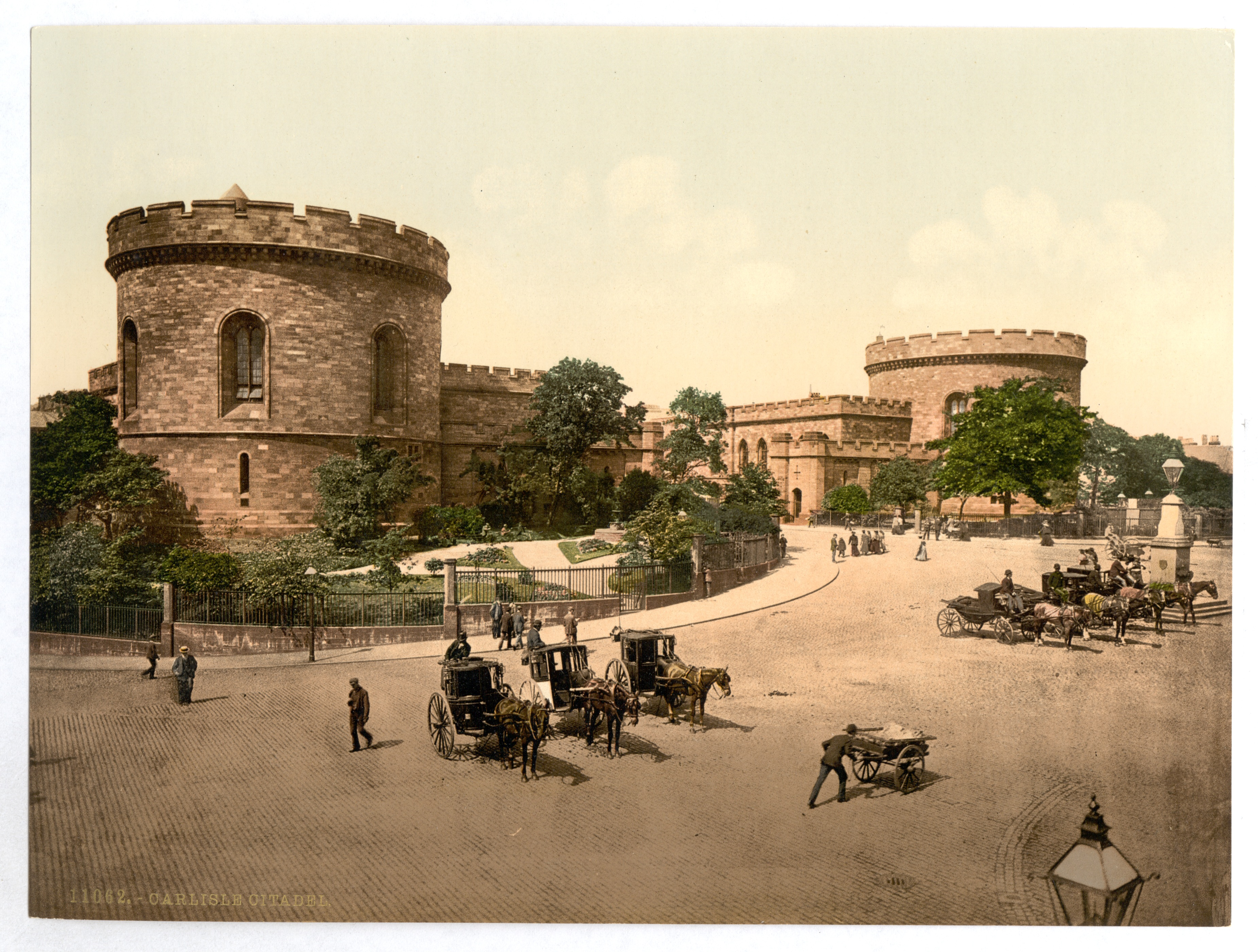
Il Carlisle Castle in una fotocromia del tardo XIX secolo

Riprende il cognome inglese Carlisle, che a sua volta è derivato dal nome della città di Carlisle, in Cumbria. Tale toponimo deriva da Luguvalium, il nome che i romani diedero alla città, che era basato su un nome proprio brittonico, Luguvalos o Luguvalus (un composto del nome del dio Lugus con il termine celtico walo, "principe"); un elemento brittonico o cumbrico, ker (o cair, "fortezza", "città fortificata"), fu aggiunto successivamente al nome della città, portandolo a Carleol nel XII secolo e quindi a Carlisle.

## Onomastico
Questo nome è adespota, ossia non è portato da alcun santo; l'onomastico ricorre quindi il 1º novembre, in occasione di Ognissanti.

## Persone

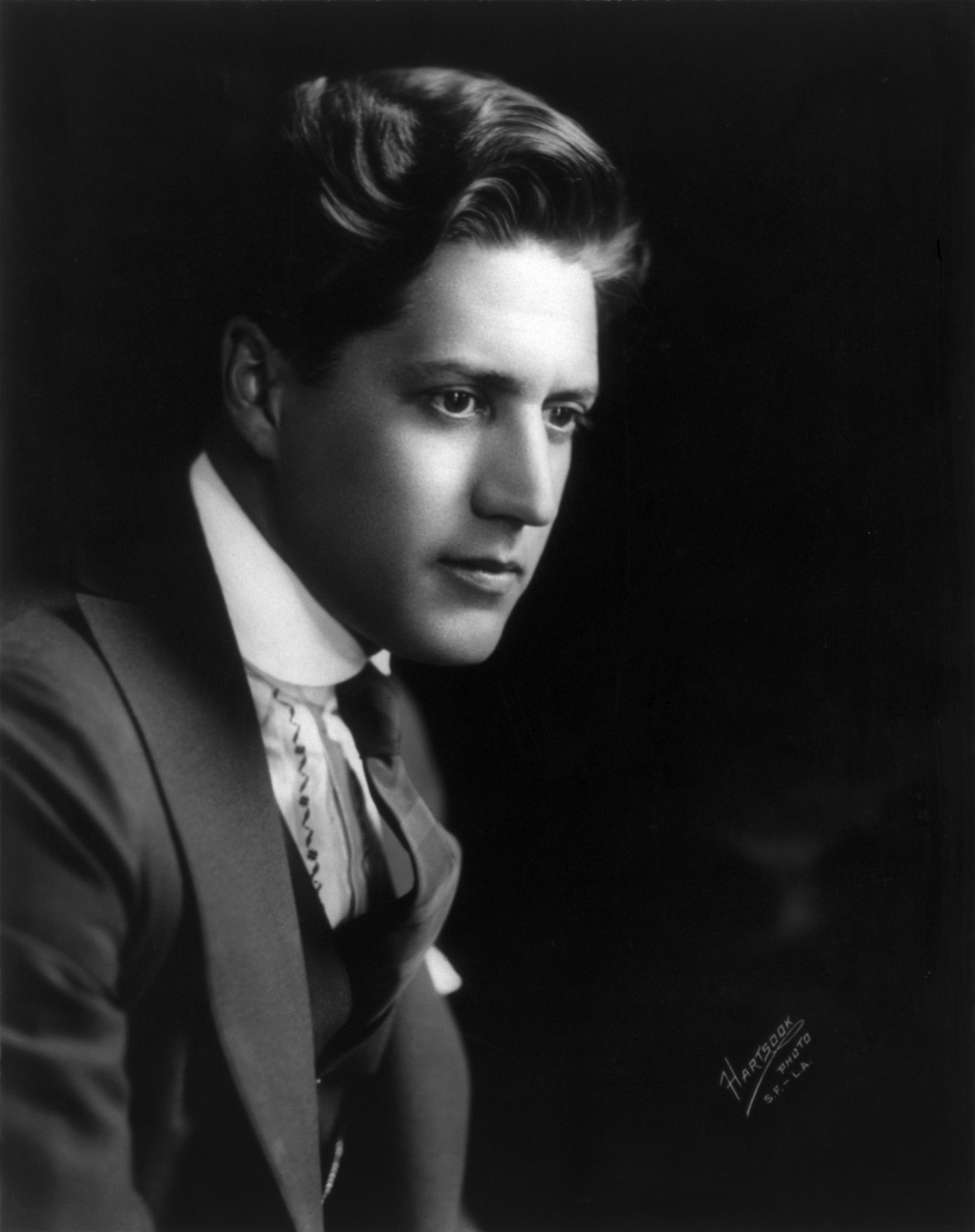
Carlyle Blackwell

- Carlisle Floyd, compositore statunitense

### Variante Carlyle
- Carlyle Blackwell, attore statunitense
- Carlyle Mitchell, calciatore trinidadiano

## Il nome nelle arti
- Carlisle Cullen è un personaggio della serie di romanzi e film Twilight, creata da Stephenie Meyer.